# 奥莱 (默尔特-摩泽尔省)
奥莱（法語：Olley，法語發音：[ɔlɛ]）是法国默尔特-摩泽尔省的一个市镇，属于布里埃区。

## 地理
奥莱（49°9'53"N, 5°45'46"E）面积9.48 平方千米，位于法国大東部大區默尔特-摩泽尔省，该省份为法国东北部内陆省份，是洛林的一部分，北邻比利时、卢森堡，北起顺时针与摩泽尔省、下莱茵省、孚日省和默兹省接壤。
与奥莱接壤的市镇（或旧市镇、城区）包括：让德利兹、穆阿维尔、皮克斯、蒂姆雷维尔、圣让莱比济。

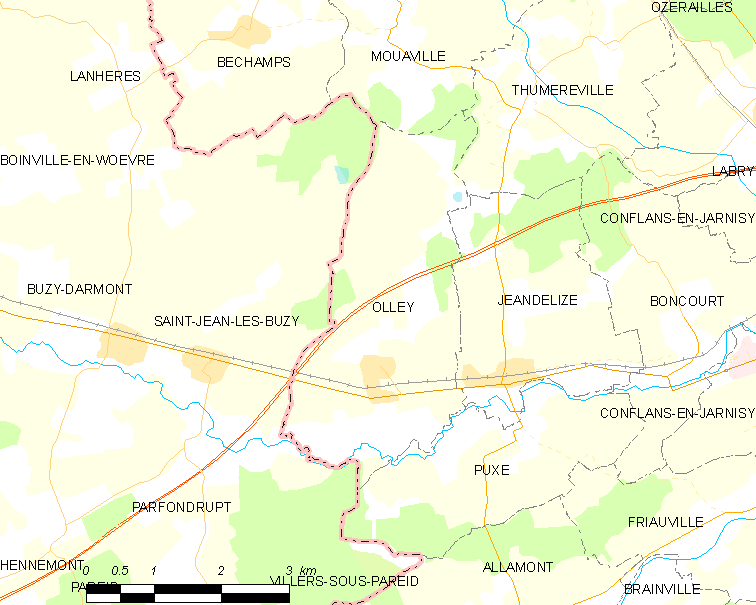
的OSM定位图

奥莱的时区为UTC+01:00、UTC+02:00（夏令时）。

## 行政
奥莱的邮政编码为54800，INSEE市镇编码为54408。

## 政治
奥莱所属的省级选区为雅尼县。

## 人口

1962-2008年间人口变化图示

奥莱于2022年1月1日时的人口数量为223人。